# رونتسنهایم
رونتسنهایم (به فرانسوی: Rountzenheim) یک کمون در فرانسه با جمعیت ۱٬۰۱۸ نفر است که در Canton of Bischwiller واقع شده‌است.